# Liste von Gräzismen
Dies ist eine Liste von dem Griechischen entlehnten deutschen Wörtern (Gräzismen). Vollständigkeit wird nicht angestrebt, der Anspruch wäre auch unrealistisch: Die deutsche Sprache hat so viele Lehn- und Fremdwörter aus dem Griechischen übernommen – zumeist der altgriechischen Sprache –, dass es unmöglich ist, eine auch nur halbwegs vollständige Liste anzufertigen.
Neben Tradierungen seit der antiken Philosophie (samt ihren naturbetrachtenden Ausprägungen) und Wörtern christlichen Ursprungs gibt es sehr viele bildungssprachliche Neologismen, die auf der Grundlage griechischer Wörter oder Morpheme überhaupt erst in den modernen Sprachen gebildet wurden – vor allem in den Wissenschaften, die sich zumeist durch Ausdifferenzierung aus der Philosophie entwickelten und deren Namen selbst zum überwiegenden Teil griechischen Ursprungs sind. Viele Gräzismen haben die deutsche Sprache auch über das antike Latein erreicht, was in der Regel bedeutet, dass das Grundwort nach wie vor griechischen Ursprungs ist, die Schreibweise jedoch latinisiert wurde (Beispiel: „Stadium“, von griechisch στάδιον stádion über lateinisch stadium; für den Gräzismus desselben Ursprungs ohne die lateinische Zwischenstation siehe „Stadion“).
Die Entwicklung von Gräzismen folgt dem Sprachwandelgesetz der Quantitativen Linguistik, dem sog. Piotrowski-Gesetz. (*)
Viele weitere Wörter findet man in der sehr ausführlichen Liste griechischer Wortstämme in deutschen Fremdwörtern.

## A
Abaton – Äon – Aerodynamik – Ästhetik – Äther – Agnostizismus – Agonie – Agonist – Agoraphobie – Air – Akademie – Akribie – Akrobatik – Akronym – Akustik – Allegorie – Alphabet – Amphibium – Anachronismus – Anämie – Anästhesie – Anagramm – Analogie – Analphabetismus – Analyse – Anarchie – Anatolien – Anatomie – androgyn – Anekdote – Anion – Anode – Anomalie – Anonymität – Anorexie – Antagonist – Antarktis – Anthologie – Anthropologie – Antichrist – Antipathie – Antonym – Aorta – Apathie – Aphorismus – Aplasie – apodiktisch – Apokalypse – Apokryphen – Apologie – Aporie – Apostasie – Apostel – Apostroph – Apotheke – Apsis – Arachnophobie – Archäologie – Archäopteryx – Archipel – Architektur – Archiv – Aristokratie – Arithmetik – Arktis – Arzt – Asbest – Askese – Asphalt – Astigmatismus – Astrologie – Astronaut – Astronomie – Asyl – Asymmetrie – Atheismus – Athlet – Atlas – Atmosphäre – Atom – Autarkie – Autismus – Auto – Autobiographie – autochthon – Autodidakt – Autognosie – Autokrat – Automat – Automatismus – Autonomie – Autopsie – Axiom

## B
Bakterie – Ballistik – Banause – Bar – Barbar – Bariton – Barometer – Basilika – Basilisk – Basis – Bibel – Bibliothek – Biographie – Biologie – Biotop – Bischof – Blasphemie – Botanik – Bronchialsystem – Bronchitis – Bulimie – Butter

## C
Cannabis – Chamäleon – Chaos – Charakter – Charisma – Chemie – Chirurgie – Chlorophyll – Choleriker – Chor – Christus – Chromatographie – Chromosom – Chronograph – Chronologie – Chronometer – Chrysantheme

## D
Dämon – Deka – Dekade – Delta – Demagogie – Demokratie – Demoskopie – Dendrologie – Dermatologie – Despot – Dia – Diabetes – Diadoche – Diät – Diagnose – Diagonale – Diagramm – Diakon – Dialekt – Dialektik – Dialog – Diamant – Diaphragma – Diarrhoea – Diaspora – Didaktik – Dilemma – Dinosaurier – Diode – Dioptrie – Diphthong – Diptychon – Diskothek – Diskografie – Diskus – Dogma – Dramatik – Dynamik – Dynamit – Dynamo – Dynastie – Dysgraphie – Dyslexie – Dysmorphie – Dyspnoe – Dystopie

## E
Echo – Ekklesia – Eklampsie – Eklektizismus – Eklipse – Ekstase – Elefant – Elektron – Ellipse – Embryo – Empathie – Empirik – Endemie – Energie – Enigma – Enthusiasmus – Entropie – Enzyklopädie – Epidemie – Epigone – Epigramm – Epigraphik – Epilepsie – Episode – Epitaph – Epitheton – Epoche – Eponym – Epos – Eremit – Ergonomie – Erotik – Erythrozyt – Erzbischof – Esoterik – Ethik – Ethnologie – Ethnos – Ethos – Etymologie – 
Eucharistie – Eunuch – Euphemismus – Euphorie – Euthanasie – evangelisch – Evangelium – Exodus – Exophthalmus – Exorzismus

## F
Fotografie

## G
Galaxie – Gastronomie – Gen – Genealogie – Genesis – Genetik – Geographie – Geologie – Geometrie –Glossar – Glosse – Glyptothek – Gramm – Grammatik – Grammatologie – Grammophon – Graphik – Graphologie – Gymnasium – Gynäkologie – Gyros

## H
Hämatom – Hagiographie – Halo – Halogen – Haptik – Harmonie – Hedonismus – Hektik – Helikopter – Hemisphäre – Hermeneutik – heroisch – Heterogenität –  Hieroglyphe – Hippodrom – Historie – Holocaust – Holografie – Homonym – Horizont – Hormon – Horoskop – hybrid – Hydrant – Hydrologie – Hygiene – Hygroskopie – Hymne – Hyperbel – Hypnose – Hypnotherapie – Hypothek – Hypothese – Hysterie

## I
Ideal – Idee – Ideologie – Idiot – Idol – Ikone – Ion – Iris – Ironie

## K
Kakophonie – Kalligrafie – Kanon – Kardiologie – Kardiogramm – Kartografie – Kataklysmus – Katakombe – Katalog – Katalysator – Katapult – Katarrh – Katastrophe – Katechismus – Kategorie – Katharsis – Kathode – katholisch – Kation – Kenotaph – Keramik – Kilometer – Kinetik – Kino – Kleptomanie – Klima – Klimax – Klinik – Koma – Komet – Komma - Komödie – Korona – Koryphäe – Kosmetik – Kosmonaut – Kosmos – Krater – Krise – Kristall – Kriterium – Kritik – Krokodil – Kryonik – Krypta – Kryptographie – Kybernetik

## L
Labyrinth – Lampe – Legasthenie – Leier – Lemma – Lesbe – Lethargie – Leukämie – Leukozyt – Lexikon – Lithographie – Liturgie – Logarithmus – Logik – Logopädie – Lyrik

## M
Mäander – Märtyrer – Magma – Manie – Masse – Mathematik – Mechanik – Megalith – Megaphon – Melancholie – Melanin – Mem – Metabolismus – Metall – Metamorphose – Metapher – Meteorit – Meteorologie – Meter – Methode – Metrologie – Metronom – Metropole – Mikrofon – Mikroskop – Mikrotom – Mimik – Mimose – Misanthropie – Monarchie – Monogamie – Monogramm – Monolith – Monolog – Monopol – Monopteros – Morphologie – Museum – Musik – Myriade – Mysterium – Mythos

## N
Narkose – Narzisse – Nautik – Nekrolog – Nekrose – Nemesis – Nematoden – Neologismus – Nephologie – Neurodermitis – Neuropathie – Neurose – Nostalgie – Nymphomanie

## O
Odyssee – Ökologie – Ökonomie – Oligarchie – Olympia – Olympiade – Omega – Onkologie – Optik – Orchester – Orchidee – Organ – Organisation – Organismus – Orgasmus – Orgie – Orthodoxie – Orthographie – Orthopädie – Osteoporose – Ozean – Ozon

## P
Pädagogik – Paläontologie – Palindrom – Pandemie – Panik – Panorama – Pantomime – Papier – Parabel – Paradigma – Paradoxie – Paragraph – Parallele – Paralogie – Parameter – Parasit – Parenthese – Parodie – Pathologie – Pathos – Patriarch – Patriot – Patriotismus – Pause – Pentagon – Pentagramm – Periode – Peripherie – Peristaltik – Phänomen – Phalanx – Phantasie – Phantom – Pharmazie – Phase – Philanthrop – Philatelie – Philologie - Philosophie – Phiole – Phlegmatiker – Phobie – Phonetik – Phonon – Photon – Photosynthese – Phrase – Physik – Physiognomie – Pinakothek – Planet – Plasma – Plastik – Plektrum – Plutokratie – Pneu – Poesie – Pol – Polemik – Poliklinik – Poliomyelitis – Politik – Polizei – Polyandrie – Polygamie – Polyglossie – Polygon – Polygynie – Polymer – Polymorphie – Polynom – Pornografie – Pragmatik – Pragmatismus – Praxis – Prisma – Problem – Prognose – Programm – Propädeutik – Prophet – Prophezeiung – Prophylaxe – Propyläen – Protagonist – Protein – Proton – Prototyp – Psalm – Pseudonym – Psychiatrie – Psychologie – Psychosomatik – Psychose – Pyramide – Pyrolyse – Pyromanie – Pyrotechnik

## R
Rhapsodie – Rheologie – Rhetorik – Rheuma – Rhinologie – Rhinozeros – Rhododendron – Rhombus – Rhythmus

## S
Sabbat – Sardonismus – Sarg – Sarkasmus – Sarkophag – Saurier – Schema – Schisma – Semaphor – Skandal – Skelett – Skepsis – somatisch – Sphäre – Sphinx –  sporadisch – Stadion – Statik – Stigma – Strategie – Strophe – Symbiose – Symbol – Symmetrie – Sympathie – Symphonie – Symposion – Symptom – Synästhesie – Synagoge – Synchronisation – Syndrom – Synergie – Synonym – Synopse – Synthese – System – Szene

## T
Tachometer – Tachymeter – Taktik – Tautologie – Technik – Technokratie – Technologie – Tektonik – Telefon – Teleskop – Theater – Theke – Thema – Theologie – Theorie – Therapie – Thermometer – Thermostat – These – Thron – Topologie – Toxikologie – Tragödie – Trapez – Trauma – Trema – Tribologie – Trigonometrie – Triptychon – Tropen – Typ – Typologie – Tyrann

## U
Urologie – Utopie

## X
Xenismus – Xenophobie – Xerographie – Xylophon – Xylospongium – Xylothek

## Y
Ypsilon

## Z
Zodiak – Zone – Zoo – Zyklon – Zyklus – Zylinder – zynisch – Zytologie

## Weitere Beispiele
Viele weitere Beispiele findet man in eigenen Listen zu diversen Suffixen. Allerdings sind auf den Seiten auch Mischformen aus Gräzismen und Latinismen aufgeführt oder Wortteile sind gar anderer Herkunft wie etwa Eigennamen.
- Sehr produktiv sind etwa Bildungen mit -graphie/-grafie und -logie.
- In etwas geringerem Ausmaß gibt es Bildungen mit -metrie, -philie und -phobie, zu letzterem siehe Liste von Phobien.
- Ebenfalls sehr produktiv ist das Suffix -ismus. Hier existieren aber sehr viele Mischformen.
- In der Medizin steht das Suffix -itis für Begriffe, die zumeist entzündliche Prozesse bezeichnen.

Sehr gut veranschaulichen lässt sich die Bandbreite der Entlehnungen anhand des Verbs ἄρχειν archein „der Erste sein, anführen“ und dessen Ableitungen ἀρχαῖος archaios „[ur-]anfänglich, [ur-]alt“ sowie ἀρχή archē „Anfang, Ursprung; Herrschaft, Führung“ (und deren Ableitung ἀρχι- archi- „führend, leitend, oberster, Ober-“):
| Deutsch      | Griechisch                   | Anmerkungen |
| ------------ | ---------------------------- | --- |
| Anarchie     | ἄναρχος anarchos             | Das einleitende A(n) ist ein Alpha privativum und macht aus der Herrschaft eine Nicht-Herrschaft. |
| Anarchismus  | ἀναρχία anarchia             | Ideenlehre, Zustand der Anarchie |
| archaisch    | ἀρχαϊκός archaikos           | Ursprünglich „altertümlich“ im engen Sinne von „aus dem Altertum stammend“, davon abgeleitet oft auch im weiten Sinne von „scheinbar aus dem Altertum stammend und daher unzeitgemäß“.                                                                                        |
| Archaismus   | ἀρχαϊκός archaikos           | Substantiv zu „archaisch“; Bedeutung in der Lexikologie: „Wort, das mehrheitlich von den Sprechern einer Sprachgemeinschaft als altmodisch empfunden wird“; Bedeutung in der Psychologie: „auf die entwicklungsgeschichtlichen Anfänge gerichtete psychologische Sichtweise“. |
| Archäologie  | ἀρχαιολογία archaiologia     | Wörtlich „Lehre vom Alten“, wobei mit „das Alte“ die „alte Zeit“ gemeint ist. |
| Archäopteryx | ἀρχαιόπτερυξ archaiopteryx   | Wörtlich „uralte Schwinge“ oder „Urschwinge“ (πτέρυξ pteryx „Flügel, Feder, Schwinge“); eine Gattung der Archosaurier, gewöhnlich als Urvogel bezeichnet. |
| Archetyp     | ἀρχέτυπος archetypos         | Ein Archetyp ist ein Typ, der zuerst geprägt wurde. |
| Archimandrit | ἀρχιμανδρίτης archimandritēs | Vorsteher eines Klosters in den orthodoxen Kirchen, in den altorientalischen Kirchen und in den katholischen Ostkirchen, vergleichbar mit dem Abt eines römisch-katholischen Klosters (μάνδρα mandra „geschlossener Raum“, hier: „Kloster“).                                  |
| Archipel     | ἀρχιπέλαγος archipélagos     | Zunächst ein Ausdruck für das „Haupt-Meer“ (πέλαγος pélagos „Meer“), die Ägäis, später (wegen der großen Zahl der Ägäischen Inseln) für eine Inselgruppe im Allgemeinen. |
| Architekt    | ἀρχιτέκτων architektōn       | Architekt, der Oberbaumeister (τέκτων tektōn „Zimmermann“). |
| Archiv       | ἀρχείον archeion             | Ein archeion war ursprünglich das „Amtsgebäude“. In der lateinischen Entlehnung archivum wurde die Bedeutung später aber eingeengt auf „Aufbewahrungsort für amtliche Dokumente“.                                                                                             |
| Arzt         | ἀρχίατρος archiatros         | Arzt ist eine Verkürzung aus ἀρχί- archi- und ἰατρός iatros „Heilender, Arzt“, bedeutete also zunächst ausschließlich „Oberarzt“ (vergleiche auch Psychiater: „Seelenarzt“).                                                                                                  |
| Erzbischof   | ἀρχιεπίσκοπος archiepiskopos | Die deutsche Vorsilbe Erz- hat nicht immer mit Metall zu tun. In einigen Wörtern steht sie für das griechische archi-. Bischof kommt aus dem Griechischen ἐπίσκοπος episkopos (vergleiche Episkop) und bedeutet „Aufseher“. Archiepiskopos ist demzufolge der „Oberaufseher“. |
| Erzengel     | ἀρχάγγελος archangelos       | Gleiche Vorsilbe wie bei Erzbischof, ergänzt um das Wort ἄγγελος angelos („Bote“; vergleiche auch den Vornamen Angelika). Die drei in der Bibel genannten Erzengel sind Michael, Gabriel und Raphael.                                                                         |
| Hierarchie   | ἱεραρχία hierarchia          | Wie Hieroglyphen die „heiligen Zeichen“ sind, so ist die Hierarchie die „heilige Herrschaft“. |
| Menarche     | μηναρχή menarchḗ             | Das erste Auftreten der Regelblutung (μήν mḗn „Monat“). |
| Monarchie    | μοναρχία monarchia           | Ein Mönch ist jemand, der eigentlich alleine leben sollte (μοναχός monachos), ein Monarch ist jemand, der „alleine“ (μόνος monos) herrschen will. |
| Oligarchie   | ὀλιγαρχία oligarchia         | Eine Oligarchie ist die Herrschaft der „Wenigen“ (ὀλίγοι oligoi). |
| Patriarchat  | πατριαρχία patriarchia       | Wörtlich „Väterherrschaft“; Analogiebildung aus dem 19. Jahrhundert: Matriarchat (mit lateinisch māter „Mutter“); Analogiebildung aus dem späten 20. Jahrhundert: Kyriarchat (mit griechisch κύριος kyrios „Herr, Gebieter“).                                                 |
| Synarchie    | συναρχία synarchia           | Mehrere Personen üben „gemeinsam“ (σύν syn) die Herrschaft aus. |

Weitere Bildungen mit „-archie“ finden sich in der Liste der Herrschaftsformen. Ebenso darin enthalten sind viele Begriffe mit dem gleichfalls griechischstämmigen Wortstamm „-kratie“.